# Ixiolite
L'ixiolite est un groupe de minéraux de la classe des oxydes, principalement présents comme phase accessoires dans les pegmatites. 

## Cristallochimie
L'ixiolite est une série chimique entre un pôle pur manganésifère et un pôle pur ferreux, respectivement nommés ixiolite-(Mn2+) et ixiolite-(Fe2+) et de formules structurales respectives TaMnO2 et TaFeO2.
|                      | Formule            |
| Ixiolite-(Fe2+)      | (Ta0.67Fe2+0.33)O2 |
| Ixiolite-(Mn2+)      | (Ta0.67Mn2+0.33)O2 |
| Nioboixiolite-(Mn2+) | (Nb0.67Mn2+0.33)O2 |
| Nioboixiolite-([])   | (Nb0.8◻0.2)4+O2    |

## Structure
L'ixiolite a été signalée à l'origine comme cristallisant dans le système cristallin monoclinique. Les variétés riches en scandium, en étain et en titane forment des cristaux dans le système orthorhombique, alors que l'ixiolite riche en tungstène est monoclinique. Certaines variétés semblent être monocliniques-pseudo-orthorhombiques.
L'ixiolite est un oxyde complexe avec une distribution cationique désordonnée (un seul site cationique dans l'unité asymétrique) et une cellule unitaire équivalente à une sous-cellule de columbite[incompréhensible]. Structurellement, elle peut être considérée comme une forme désordonnée de la tantalite. Le degré de désordre dépend de la composition chimique.

## Découverte et occurrence
L'ixiolite « historique », l'ixiolite-(Fe2+, est décrite en 1857 pour une occurrence à Skogsböle, sur l'île de Kimito, en Finlande. Elle est approuvée en 1962 par l'association internationale de minéralogie (IMA). L'ixiolite-(Mn2+), découverte sur la même localité type, est approuvée en décembre 2022 garde le symbole Ix. Le terme « ixiolite » est étendu à l'ensemble de la série chimique, comme membre du supergroupe de la columbite, défini dans le même temps.
Son nom vient d'Ixion, le personnage de la mythologie grecque lié à Tantale, car le minéral contient du tantale.
L'ixiolite se trouve généralement associée au feldspath, à la tapiolite, à la cassitérite, à la microlite et au rutile.

## Substitution et variétés
Les éléments traces présents dans la composition sont le zirconium, l'hafnium, le titane et le tungstène. 
Comme pour les autres minéraux contenant du tantale et du niobium, une substitution considérable et un certain nombre de variétés existent. Les substitutions dans la formule sont courantes et les variétés d'ixiolite stannienne, d'ixiolite titanifère et d'ixiolite wolframienne sont répertoriées. 
Le scandium est un élément couramment présent dans l'ixiolite avec des teneurs généralement de moins de 1 % Sc2O3, mais qui peuvent aller jusqu'à 4,0 % Sc2O3. Les ixiolites ayant une très forte teneur (entre 4 et 19 % Sc2O3) sont généralement riches en étain et en titane.
L'IMA a aussi validé la nouvelle espèce minérale de nioboixiolite-(Mn2+), analogue structurel à dominante Nb (niobium) de l'ixiolite-(Mn2+).

## Importance économique
L'ixiolite ainsi même que la microlite, la tantalite, la tapiolite et la wodginite est l'un des principaux minerais de tantale. Elle contient environ 69 % d'oxyde de tantale et est un composant courant du coltan. 